# 弗吉爾 (堪薩斯州)
弗吉爾（英語：Virgil）是一個位於美國堪薩斯州格林伍德縣的城市。

## 地方資料
根據2020年美國人口普查的數據，弗吉爾的面積為1.46平方千米，當中陸地面積為1.45平方千米，而水域面積為0.01平方千米。當地共有人口48人，而人口密度為每平方千米32.88人。